# Balodabazar-Bhatapara
Balodabazar-Bhatapara ist ein Distrikt im indischen Bundesstaat Chhattisgarh.

## Geschichte
Der Distrikt wurde am 1. Januar 2012 aus Teilen des Distrikts Raipur geschaffen. Er wurde aus den Tehsils Balodabazar, Bhatapara, Bilaigarh, Kasdol, Palari und Simga gebildet. Ursprünglich sollte der Distrikt nur „Balodabazar“ heißen. Bei der Gründung des Distrikts entschied sich jedoch der namensgebende Chief Minister Raman Singh für den Bindestrichnamen. Dies rief im Januar 2012 erhebliche Proteste in der namensgebenden Stadt Balodabazar hervor. 2021 wechselte der Subdistrikt Bilaigarh zum neuen Distrikt Sarangarh-Bilaigarh.

## Geografie
Der Distrikt Balodabazar-Bhatapara liegt im Zentrum von Chhattisgarh. Der Distrikt grenzt im Norden an die Distrikte Mungeli, Bilaspur und Janjgir-Champa, im Osten an den Distrikt Sarangarh-Bilaigarh, im Südosten und Süden an den Distrikt Mahasamund, im Süden an den Distrikt Raipur sowie im Westen und Nordwesten an den Distrikt Bemetara. Die Fläche des Distrikts Balodabazar-Bhatapara beträgt 3951,85 km².

## Bevölkerung
Nach der Volkszählung 2011 hat der Distrikt Balodabazar-Bhatapara 1.078.911 Einwohner. Bei 273 Einwohnern pro Quadratkilometer ist der Distrikt dicht besiedelt. Der Distrikt ist dennoch ländlich geprägt. Von den 1.078.911 Bewohnern wohnen 928.643 Personen (86,07 %) auf dem Land und nur 150.268 Menschen in städtischen Gemeinden.
Der Distrikt Balodabazar-Bhatapara gehört zu den Gebieten Indiens, die überdurchschnittlich von Angehörigen der „Stammesbevölkerung“ (scheduled tribes) besiedelt sind. Zu ihnen gehörten (2011) 148.349 Personen (13,75 Prozent der Distriktsbevölkerung). Überdurchschnittlich vertreten sind die Adivasi in den Tehsils Kasdol (47.798 Menschen oder 21,96 % der Bevölkerung) und Bhatapara (35.322 Menschen oder 17,37 % der Bevölkerung). Angehörige unterprivilegierter Kasten (scheduled castes) machten 229.792 (21,30 Prozent) der Distriktsbevölkerung aus.

### Bevölkerungsentwicklung
Wie überall in Indien wächst die Einwohnerzahl im Distrikt Balodabazar-Bhatapara seit Jahrzehnten stark an. Die Zunahme betrug in den Jahren 2001–2011 fast 53 Prozent (52,88 %). In diesen zehn Jahren nahm die Bevölkerung um über 373.000 Menschen zu. Die Entwicklung verdeutlicht folgende Tabelle:

### Bedeutende Orte
Im Distrikt gibt es insgesamt laut der Volkszählung 2011 neun Orte, die als Städte (towns und notified towns) gelten. Darunter sind mit Baloda Bazar, Bhatapara, Kasdol und Simga vier Orte, die mehr als 10.000 Einwohner zählen.

### Bevölkerung des Distrikts nach Geschlecht
Der Distrikt hatte 2011 – für Indien unüblich – mehr weibliche als männliche Einwohner. Allerdings war das Verhältnis beider Geschlechter viel ausgeglichener als in anderen Regionen Indiens. Von der gesamten Einwohnerschaft von 1.078.911 Personen waren 538.734 (49,93 Prozent der Bevölkerung) männlichen und 540.177 (50,07 Prozent der Bevölkerung) weiblichen Geschlechts. Bei den jüngsten Bewohnern (164.825 Personen unter 7 Jahren) sind allerdings 83.367 Personen (50,58 %) männlichen und 81.458 Personen (49,42 %) weiblichen Geschlechts.

### Bevölkerung des Distrikts nach Sprachen
Die Bevölkerung des Distrikts Balodabazar-Bhatapara ist sprachlich ziemlich einheitlich. Denn es sprechen 1.064.349 Personen (98,65 % der Bevölkerung) Hindi-Sprachen und Dialekte. Meistgesprochene Sprache ist Chhattisgarhi, eine Hindi-Sprache. Daneben ist Khari Boli/Hindi eine weitere bedeutende Sprache im Distrikt. Die weitverbreitetsten Sprachen zeigt die folgende Tabelle:
| Jahr                                   | Chhattisgarhi | Chhattisgarhi | Gondi | Gondi | Hindi  | Hindi | Marathi | Marathi | Sindhi | Sindhi | Telugu | Telugu | Gesamt    | Gesamt   |
| Jahr                                   | Zahl          | %             | Zahl  | %     | Zahl   | %     | Zahl    | %       | Zahl   | %      | Zahl   | %      | Zahl      | %        |
| -------------------------------------- | ------------- | ------------- | ----- | ----- | ------ | ----- | ------- | ------- | ------ | ------ | ------ | ------ | --------- | -------- |
| 2011                                   | 1.006.749     | 93,31         | 1576  | 0,15  | 55.645 | 5,16  | 1535    | 0,14    | 4915   | 0,46   | 1039   | 0,10   | 1.078.911 | 100,00 % |
| Quelle: Ergebnis der Volkszählung 2011 |               |               |       |       |        |       |         |         |        |        |        |        |           |          |

### Bevölkerung des Distrikts nach Bekenntnissen
Fast die gesamte Einwohnerschaft sind Anhänger des Hinduismus. In allen Tehsils sind mehr als 95 % der Bewohner Hindus. Keine andere Religionsgemeinschaft hat in einem Tehsil mehr als 2,09 % Bevölkerungsanteil. Die genaue religiöse Zusammensetzung der Bevölkerung zeigt folgende Tabelle:
| Jahr                                   | Buddhisten | Buddhisten | Christen | Christen | Hindus    | Hindus | Jainas | Jainas | Muslime | Muslime | Sikhs | Sikhs | Andere | Andere | keine Angaben | keine Angaben | Gesamt    | Gesamt   |
| Jahr                                   | Zahl       | %          | Zahl     | %        | Zahl      | %      | Zahl   | %      | Zahl    | %       | Zahl  | %     | Zahl   | %      | Zahl          | %             | Zahl      | %        |
| -------------------------------------- | ---------- | ---------- | -------- | -------- | --------- | ------ | ------ | ------ | ------- | ------- | ----- | ----- | ------ | ------ | ------------- | ------------- | --------- | -------- |
| 2011                                   | 524        | 0,0        | 4223     | 0,39     | 1.055.423 | 97,82  | 942    | 0,09   | 8685    | 0,80    | 835   | 0,08  | 7480   | 0,69   | 799           | 0,07          | 1.078.911 | 100,00 % |
| Quelle: Ergebnis der Volkszählung 2011 |            |            |          |          |           |        |        |        |         |         |       |       |        |        |               |               |           |          |

## Bildung
Dank bedeutender Anstrengungen steigt die Alphabetisierung. Sie ist für indische Verhältnisse recht hoch. Typisch für indische Verhältnisse sind die starken Unterschiede zwischen Stadt und Land sowie den Geschlechtern. Acht von neun Männern in den Städten können lesen und schreiben – aber nur fünf von neun Frauen auf dem Land.
| Alphabetisierung im Distrikt Balodabazar-Bhatapara |                   |                   |
| Einheit                                            | Volkszählung 2011 | Volkszählung 2011 |
| Einheit                                            | Anzahl            | Anteil            |
| GESAMT                                             | 649.642           | 71,07 %           |
| Männer                                             | 378.870           | 83,20 %           |
| Frauen                                             | 270.772           | 59,03 %           |
| STADT GESAMT                                       | 103.234           | 79,64 %           |
| Stadt-Männer                                       | 57.395            | 88,30 %           |
| Stadt-Frauen                                       | 45.839            | 70,93 %           |
| LAND GESAMT                                        | 546.408           | 69,65 %           |
| Land-Männer                                        | 321.475           | 82,35 %           |
| Land-Frauen                                        | 224.933           | 57,08 %           |
| Quelle: Ergebnis der Volkszählung 2011             |                   |                   |

## Verwaltungsgliederung
Der Distrikt war bei der letzten Volkszählung 2011 in die sechs Tehsils (Talukas) Balodabazar, Bhatapara, Bilaigarh, Kasdol, Palari und Simga aufgeteilt und gehörte noch zum Distrikt Raipur in der Division Raipur. Im Moment sind es noch fünf Subdistrikte, da Bilaigarh im Jahr 2021 zu einem anderen Distrikt gewechselt hat.